# 西後寮
西後寮，原寫為西後藔，是臺灣嘉義縣義竹鄉的一個傳統地域名稱，位於該鄉西北部。相較於今日行政區，其範圍大致為東榮村西大半部。

## 歷史
台灣日治初期，西後寮地區為一街庄，稱為「西後藔庄」，隸屬於龍蛟潭堡。該庄昔日北邊及東邊北段與溪洲庄為鄰，東邊南段與東後藔庄為鄰，南邊為新庄、龍蛟潭庄，西邊為菜舖廍庄。
1901年（日治明治三十四年）11月11日，全台廢縣廳改設二十廳，該庄隸屬於鹽水港廳。1904年（明治三十七年）4月1日，該庄編入「東後藔區」，隸屬於鹽水港廳。1909年（明治四十二年）10月25日，全台合併二十廳為十二廳，東後藔區改隸屬於嘉義廳。1920年（大正九年）10月1日，全台地方制度大改正，廢十二廳改設五州二廳，該庄改制並雅化為「西後寮」大字，隸屬於臺南州東石郡義竹庄。
戰後義竹庄改制為義竹鄉，隸屬於臺南縣，大字亦改制為村。1950年10月25日，雲、嘉、南分治，義竹鄉改隸屬嘉義縣。

## 聚落
本地區發展較早的聚落為西後藔，在日治期初期的官方地圖上已有記載。

## 交通
鄉道嘉22線是崩山至龜佛山的道路，經過本地區主聚落北郊。
鄉道嘉25線是東後寮至北港仔的道路，經過本地區東南端。